# 中国天平调查员管理局
中国天平调查员管理局，简称中调局。是指由浙江临海人章宁泉私自成立的一个冒充中华人民共和国司法部下属机构的诈骗组织。

## 经过
2004年，原北京天平视点社会调查事务所法人代表章宁泉利用租用北京市朝阳区司法部原办公楼内办公室，冒充司法部下属机构成立“中国天平调查员管理局”，对外自称局长。章宁泉谎称“中调局”是司法部的下属机构，经司法部批准在地方设立办事处或分支机构，主要调查各类违法行为，并负责打假维权。章宁泉利用天平调查事务所，以对外收取费用培训，招收“国家公务员”，可转为国家事业单位编制等为诱饵进行诈骗活动。
因“中调局”的办公地点是设在租用的司法部原办公楼，在它的履历表上，“中调局”是司法部一个厅局级机关，下设党总支、总工会、调查管理处、人事处、证据调查处等9大处室。不仅组织机构完全模仿国家机关，其机构调查人员的警服、工资制度、红头文件等都仿得惟妙惟肖。全部职员一律身着仿真警服，肩章、臂章、胸徽、警号、领花一应齐全，除了将印有“警察”二字的肩章换位“调查”，与警服几乎分毫不差。凡此种种，增加了“中调局”的可信度，使很多受骗者对该机构的真实性深信不疑。
2007年4月5日清明节，章宁泉为在2007年1月26日晚因醉驾发生车祸离世的情妇邓洁（有的资料显示为吴某，曾任“中调局”人事处处长）在浙江省台州市临海县梅溪镇举行豪华葬礼，相关视频在网上广泛流传，引起网民质疑。随着视频外传，警方开始介入调查。
2008年10月16日，北京市公安局刑侦支队根据举报电话前往朝阳区霞光里11号老司法部大楼里的“中调局”办公室进行调查，随后以涉嫌招摇撞骗将章宁泉逮捕。11月28日，北京市公安局召开新闻发布会，宣布打掉了一批犯罪团伙，其中就包括“中调局”，局长章宁泉等17名成员已被刑拘。案发后，章宁泉涉嫌诈骗一案被移送北京市人民检察院第二分院审查起诉。其间，因案情重大复杂，曾3次延长审查起诉期限，并退回侦查机关补充侦查两次。
2011年7月20日，北京市第二中级人民法院一审以诈骗罪、合同诈骗罪两罪并罚，判处章宁泉无期徒刑、剥夺政治权利终身，并处没收个人全部财产。

## 影响
该事件属于鲜有的成立冒牌中华人民共和国国家机关进行犯罪活动的案件，经新闻媒体曝光后，“中调局”遂被网民调侃为“史上最牛山寨局机关”，章宁泉被誉为“史上最牛山寨局长”。